# 金山杜鹃
金山杜鹃（学名：Rhododendron longipes var. chienianum）为杜鹃花科杜鹃花属下的一个变种。

## 扩展阅读
- 維基物種上的相關：金山杜鹃